# بيتر لوندغرين
بيتر لوندغرين (بالسويدية: Peter Lundgren)‏ (29 يناير 1965 -22 أغسطس 2024). هو لاعب كرة مضرب سويدي. أصبح مدرباً بعد اعتزاله وقد درب السويسري روجر فيدرير لثلاث سنوات.

## روابط خارجية
- بيتر لوندغرين على موقع رابطة محترفي التنس (الإنجليزية)
- بيتر لوندغرين على موقع الاتحاد الدولي لكرة المضرب (الإنجليزية)
- بيتر لوندغرين على موقع كأس ديفيز (الإنجليزية)
- بيتر لوندغرين على موقع خلاصة التنس.كوم (الإنجليزية)